# Ministerstwo Rolnictwa i Reform Rolnych
Ministerstwo Rolnictwa i Reform Rolnych – polskie ministerstwo istniejące w latach 1932–1951, odpowiedzialne za rozwój wsi i rolnictwa, przeprowadzenie reformy rolnej i przebudowę ustroju rolnego. Minister był członkiem Rady Ministrów.

## Ustanowienie urzędu
Rozporządzeniem Prezydenta Rzeczypospolitej, które miało moc ustawy, ustanowiono w 1932 r. urząd Ministra Rolnictwa i Reform Rolnych, który powstał w wyniku zniesienia urzędu Ministerstwa Rolnictwa i urzędu Ministerstwa Reform Rolnych.

## Ministrowie
- Seweryn Ludkiewicz (1932–1933)
- Bronisław Nakoniecznikow-Klukowski (1933–1934)
- Juliusz Poniatowski (1934–1939)
- Andrzej Witos (1944, kierownik resortu)
- Edward Osóbka-Morawski (1944, kierownik resortu)
- Edward Bertold (1944–1945)
- Stanisław Mikołajczyk (191945–1947)
- Jan Dąb-Kocioł (1947–1951)

## Zakres działania
Zakres działania urzędu Ministra Rolnictwa i Reform Rolnych obejmował:
- sprawy należące dotychczas do zakresu działania Ministra Rolnictwa, z wyjątkiem spraw szkolnictwa oraz spraw Państwowego Instytutu Meteorologicznego;
- sprawy należące dotychczas do Ministra Reform Rolnych;
- sprawy, które zostały przekazane do urzędu Ministra Rolnictwa i Reform Rolnych rozporządzeniem Prezydenta RP z 1932 r. w sprawie zniesienia urzędu Ministerstwa Robót Publicznych.

## Urząd w 1944 r.
Ustawą z 1944 r. o powołaniu Rządu Tymczasowego Rzeczypospolitej Polskiej ustanowiono rząd w skład którego wchodził Minister Rolnictwa i Reform Rolnych.

## Zniesienie urzędu
Na podstawie ustawy z 1951 r. o organizacji władz naczelnych, w dziedzinie rolnictwa zniesiono urząd Ministra Rolnictwa i Reform Rolnych i ustanowiono urząd Ministerstwa Rolnictwa oraz urząd Ministerstwa Państwowych Gospodarstw Rolnych.